# Anděl smrti (film)
Anděl smrti (v anglickém originále Fallen) je americký kriminální film z roku 1998. Režisérem filmu je Gregory Holbit. Hlavní role ve filmu ztvárnili Denzel Washington, John Goodman, Donald Sutherland, Embeth Davidtz a James Gandolfini.

## Obsazení
| Denzel Washington | John Hobbes   |
| John Goodman      | Jonesy        |
| Donald Sutherland | Stanton       |
| Embeth Davidtz    | Gretta Milano |
| James Gandolfini  | Lou           |
| Elias Koteas      | Edgar Reese   |
| Gabriel Casseus   | Art           |
| Michael J. Pagan  | Sam Hobbes    |